# Василь Бурка
Василь Бурка — запорізький козак, осавула Максима Залізняка під час повстання надвірних козаків Коліївщини 1768 р.
Наприкінці травня 1768 року гайдамаки на чолі з Василем Буркою за дорученням лідера повстання Максима Залізняка оволоділи Смілою.
Під час здобуття Умані привів до повстанського війська піший загін із Соколівки, який прискорив захоплення фортеці.

## Вшанування пам'яті
- 7 грудня 2009 р. в місті Смілі створена Смілянська сотня ім. Василя Бурки Українського козацтва[1].
- Вулиця Осавули Василя Бурки є в Смілі та в селі Плоскому Черкаської області.